# Hambre mundial
El hambre mundial (también, hambruna  mundial) es un problema que afecta a muchos países, uno de los peores problemas en el planeta y también se refiere a desnutrición (falta de nutrientes) La desnutrición sigue representando hoy día un problema en la mayoría de los países en desarrollo, afecta principalmente a grupos específicos de la población como los niños, niñas, mujeres en edad reproductiva y ancianos. Tiene repercusiones sobre varios aspectos en la vida de una comunidad, que le impiden desarrollar plenamente su potencial. 
El Programa Mundial de Alimentos asegura que hoy en día hay 10 millones de personas desnutridas en el mundo.
La FAO subrayó que la cantidad de personas subalimentadas aumentó en Cercano Oriente, en el norte de África y en la región africana al sur de Sahara. Esto hizo que la cantidad de desnutridos pasara en 10 años de 169 a 206 millones, cuando los objetivos fijados en 1996 hablaban de la necesidad de llevar esa cifra a 85 millones para 2015.[cita requerida]
Esto significa que al menos una de cada seis personas no tiene alimentos suficientes para conservar la salud y llevar una vida activa.

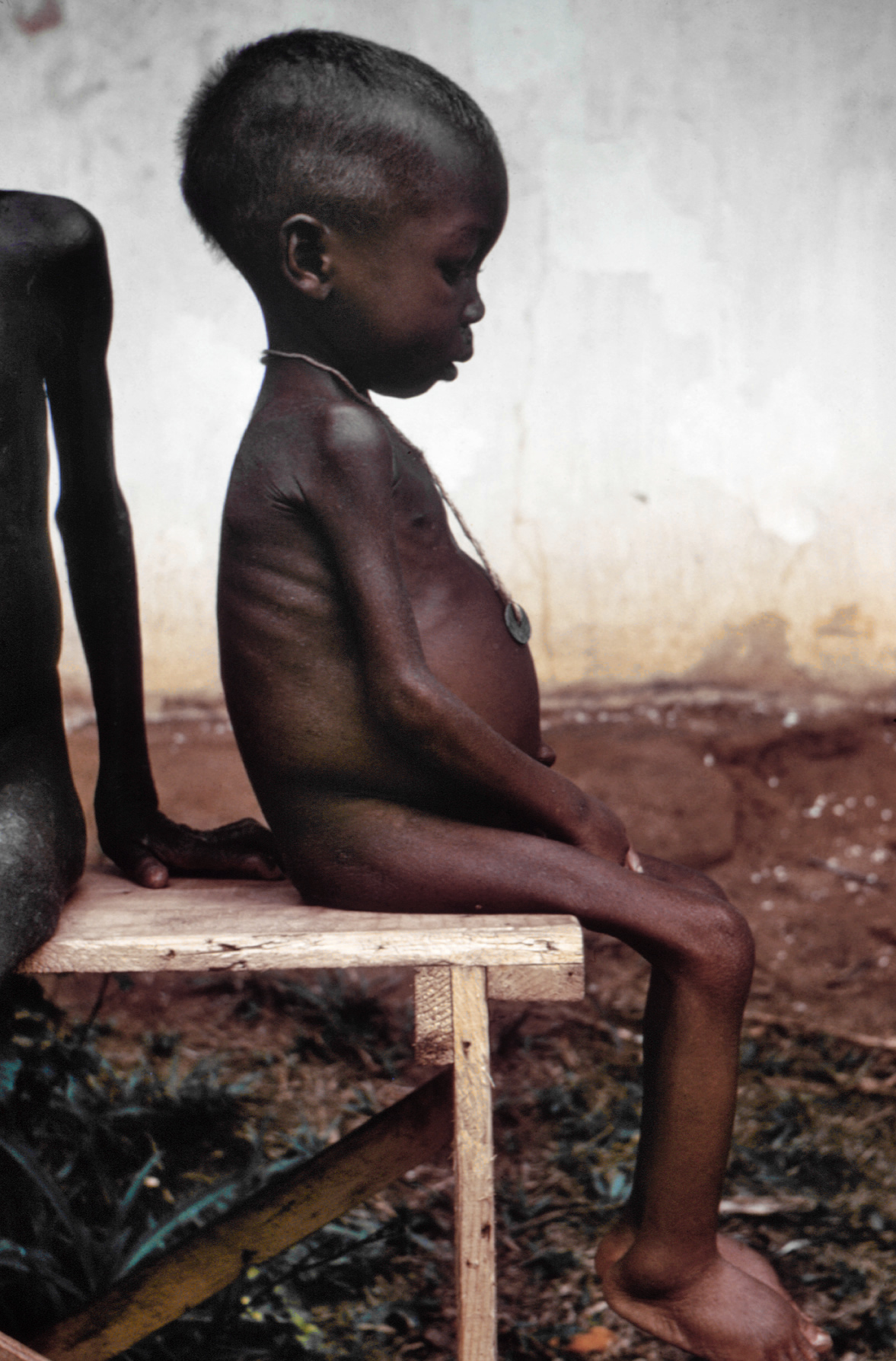
Una niña con desnutrición extrema durante la guerra en Ruanda.

## Causas
Entre las principales causas del hambre, señala el citado organismo, están los desastres naturales, los conflictos de la pobreza, y la causa más desastrosa:
 Los países con mayor peligro son también los que pasaron por guerras, como Burundi, Eritrea, Liberia, Sierra Leona o la República del Congo. la falta de infraestructura agrícola y la sobreexplotación del medio ambiente.
El alza de los precios de los alimentos en el mercado internacional ha sido la principal causa de este incremento, pero las causas que provocan el hambre son numerosas y complejas: políticas comerciales injustas, pobreza, falta de acceso de agua potable, desastres naturales, violencia y conflictos armados, o pandemias, son algunas de ellas.
Existen programas que intentan combatir con este problema por lo que se encuentran asociaciones como el Programa Mundial de Alimentos, que es una organización bastante importante y con muchos miembros a lo largo de la faz de la tierra. Esta organización tiene como objetivos 5 puntos que son: salvar vidas y proteger los medios de subsistencia en emergencias, prevenir el hambre aguda e invertir en medidas de preparación para casos de catástrofe y de mitigación de sus efectos, reconstruir las comunidades y restablecer los medios de subsistencia después de un conflicto o una catástrofe o en situaciones de transición, reducir el hambre crónica y la desnutrición y por último fortalecer la capacidad de los países para reducir el hambre.

## Clasificación

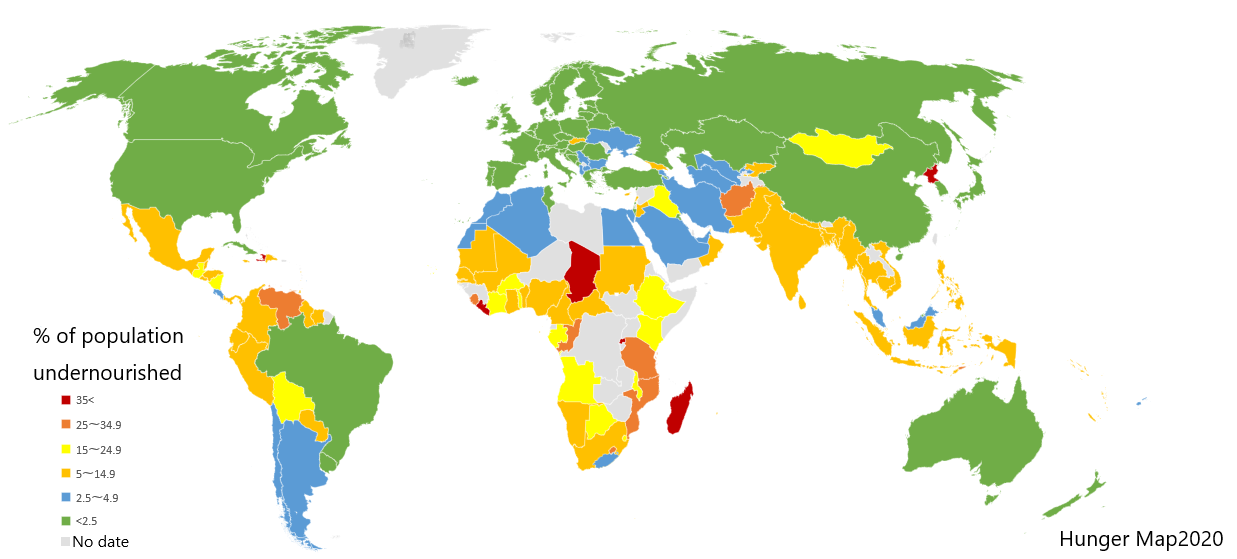
Mapa del mundo en el que se indica el porcentaje de la población que sufre de desnutrición, según PMA; 2021.

Hay 5 tipos de clasificación del hambre mundial, además de otras clasificaciones. Para este artículo se va a utilizar un índice denominado GHI (Global Hunger Index) que establece un cálculo basado en la proporción de la población que está subnutrida, la frecuencia de insuficiencia de peso en niños menores de cinco años y la proporción de niños que mueren antes de los cinco años de tal modo que cuanto más bajo sea el índice mejores son las condiciones en el país. El informe se ha contrastado con los datos de la FAO del informe de 2017 Sobre el estado de la seguridad alimentaria y la nutrición en el mundo y con los correspondientes datos estadísticos por países. En la siguiente tabla se proporciona una relación de colores asociados a los índices:
| Nivel | Color    | Significancia                               |
| ----- | -------- | ------------------------------------------- |
| 1     | Azul     | Extremadamente Baja (GHI menor que 5)       |
| 2     | Verde    | Moderada (GHI entre 5 y 9,9)                |
| 3     | Amarillo | Seria (GHI entre 10 y 19,9)                 |
| 4     | Púrpura  | Alarmante (GHI entre 20 y 29,9)             |
| 5     | Rojo     | Extremadamente Alarmante (GHI mayor que 30) |

## Hambre a nivel Mundial

### Norte y Centroamérica
| País           | Nivel | Color     |
| -------------- | ----- | --------- |
| Canadá         | 9     | Azul      |
| Estados Unidos | 6     | Azul      |
| México         | 9     | Azul      |
| Belice         | 1     | Sin datos |
| Guatemala      | 4     | Amarillo  |
| El Salvador    | 4     | Verde     |
| Honduras       | 2     | Púrpura   |
| Nicaragua      | Verde |           |
| Costa Rica     | 8     | Azul      |
| Panamá         | 5     | Azul      |

### Caribe
| País                         | Nivel | Color     |
| ---------------------------- | ----- | --------- |
| Antigua y Barbuda            | 0     | Sin datos |
| Bahamas                      | 0     | Sin datos |
| Barbados                     | 0     | Sin datos |
| Cuba                         | 5     | Rojo      |
| Dominica                     | 0     | Sin datos |
| Granada                      | 0     | Sin datos |
| Haití                        | 4     | Púrpura   |
| Jamaica                      | 1     | Azul      |
| República Dominicana         | 2     | Verde     |
| San Cristóbal y Nieves       | 0     | Sin datos |
| San Vicente y las Granadinas | 0     | Sin datos |
| Santa Lucía                  | 0     | Sin datos |
| Trinidad y Tobago            | 0     | Sin datos |

### Sudamérica
| País                               | Nivel | Color   |
| ---------------------------------- | ----- | ------- |
| Colombia- San Andrés y Providencia | 2     | Verde   |
| Ecuador                            | 2     | Verde   |
| Perú                               | 2     | Verde   |
| Bolivia                            | 2     | Verde   |
| Chile                              | 1     | Azul    |
| Brasil                             | 1     | Azul    |
| Uruguay                            | 1     | Azul    |
| Argentina                          | 1     | verde   |
| Paraguay                           | 2     | Verde   |
| Venezuela                          | 4     | Púrpura |
| Surinam                            | 2     | Verde   |
| Guayana Francesa                   | 2     | Verde   |

### Europa
| Alemania | 1 | Azul |
| Francia  | 1 | Azul |
| Polonia  | 1 | Azul |
| Ucrania  | 3 | Rojo |
| España   | 4 | Rojo |

### África
| País                            | Nivel | Color              |
| ------------------------------- | ----- | ------------------ |
| Angola                          | 4     | Azul               |
| Argelia                         | 1     | Azul               |
| Benín                           | 0     | Azul               |
| Botsuana                        | 3     | Azul               |
| Burkina Faso                    | 5     | Azul               |
| Burundi                         | 5     | Azul               |
| Cabo Verde                      | 0     | Azul               |
| Camerún                         | 3     | Azul               |
| Chad                            | 4     | Azul               |
| República Centroafricana        | 4     | Azul               |
| Comoras                         | 0     | Azul               |
| República del Congo             | 3     | rojo,Amarillo,rojo |
| República Democrática del Congo | 0     | Azul               |
| Costa de Marfil                 | 3     | Azul               |
| Egipto                          | 1     | Azul               |
| Eritrea                         | 5     | Azul               |
| Etiopía                         | 4     | Púrpura            |
| Gabón                           | 3     | Amarillo           |
| Gambia                          | 3     | Amarillo           |
| Ghana                           | 2     | Verde              |
| Guinea                          | 3     | Amarillo           |
| Guinea-Bisáu                    | 3     | Amarillo           |
| Guinea Ecuatorial               | 0     | Sin datos          |
| Kenia                           | 3     | Amarillo           |
| Lesoto                          | 3     | Amarillo           |
| Liberia                         | 4     | Púrpura            |
| Libia                           | 4     | Púrpura            |
| Madagascar                      | 4     | Púrpura            |
| Malaui                          | 4     | Púrpura            |
| Mali                            | 3     | Amarillo           |
| Marruecos                       | 1     | Azul               |
| Mauricio                        | 2     | Verde              |
| Mauritania                      | 2     | Amarillo           |
| Mozambique                      | 5     | Rojo               |
| Namibia                         | 3     | Amarillo           |
| Níger                           | 4     | Púrpura            |
| Nigeria                         | 2     | Amarillo           |
| Ruanda                          | 4     | Púrpura            |
| Santo Tomé y Príncipe           | 0     | Sin datos          |
| Senegal                         | 3     | Amarillo           |
| Seychelles                      | 0     | Sin datos          |
| Sierra Leona                    | 4     | Púrpura            |
| Somalia                         | 0     | Sin datos          |
| Suazilandia                     | 0     | Sin datos          |
| Sudáfrica                       | 1     | Azul               |
| Sudán                           | 4     | Púrpura            |
| Sudán del Sur                   | 4     | Púrpura            |
| Tanzania                        | 3     | Amarillo           |
| Togo                            | 2     | Verde              |
| Túnez                           | 1     | Azul               |
| Uganda                          | 3     | Amarillo           |
| Yibuti                          | 0     | Sin datos          |
| Zambia                          | 4     | Púrpura            |
| Zimbabue                        | 3     | Amarillo           |

## Premios de la FAO
Los premios de la FAO a los países pretenden ser un reconocimiento a los logros en la lucha contra el hambre, se otorgan anualmente y en los últimos años se ha premiado a los siguientes países: Angola, Armenia, Azerbaiyán, Bolivia (Estado Plurinacional de), Brasil, Camerún, China, Costa Rica, Cuba, Yibuti, República Dominicana, Etiopía, Filipinas, Gabón, Gambia, Georgia, Ghana, Guyana, República Islámica de Irán, Kiribati, Kuwait, Kirguistán, Laos, Malasia, Mauricio, Mauritania, Malí, México, Mozambique, Myanmar, Nepal, Nicaragua, Perú, San Vicente y las Granadinas, Islas Salomón, Samoa, Santo Tomé y Príncipe, Suriname, Tailandia, Turkmenistán,  Uruguay, Uzbekistán, Venezuela y Viet Nam.